# Подевчево
Подевчево је насељено место у саставу града Новог Марофа у Вараждинској жупанији, Хрватска. До територијалне реорганизације у Хрватској налазило се у саставу старе општине Нови Мароф.

## Становништво
На попису становништва 2011. године, Подевчево је имало 737 становника.

## Попис1991.
На попису становништва 1991. године, насељено место Подевчево је имало 859 становника, следећег националног састава:
| Попис 1991.‍ | Попис 1991.‍ | Попис 1991.‍ | Попис 1991.‍ | Попис 1991.‍ |
| ----------- | ----------- | ----------- | ----------- | ----------- |
|             |             |             |             |             |
| Хрвати      | Хрвати      |             | 853         | 99,30%      |
| Југословени | Југословени |             | 1           | 0,11%       |
| непознато   | непознато   |             | 5           | 0,58%       |
| укупно: 859 |             |             |             |             |